# Alsterfors
Alsterfors är en ort vid Alsterån och ligger cirka 3 kilometer från Alstermo i Älghults socken i Uppvidinge kommun. 
I Alsterfors låg tidigare ett glasbruk, Alsterfors glasbruk, som lades ner på 1980-talet. 
I Alsterfors fanns också en mycket liten mack som omskrevs i kvällstidningarna som Sveriges minsta efter att Gulf sagt upp sina avtal med macken.

## Idrott
I Alsterfors fanns det tidigare ett fotbollslag (Alsterfors IF), som bildades 1944 men lades ner 1953. Alsterfors IF spelade sina hemmamatcher på Oxhagsvallen i Alsterfors. Numera är Oxhagsvallen igenväxt.